# Feria libre

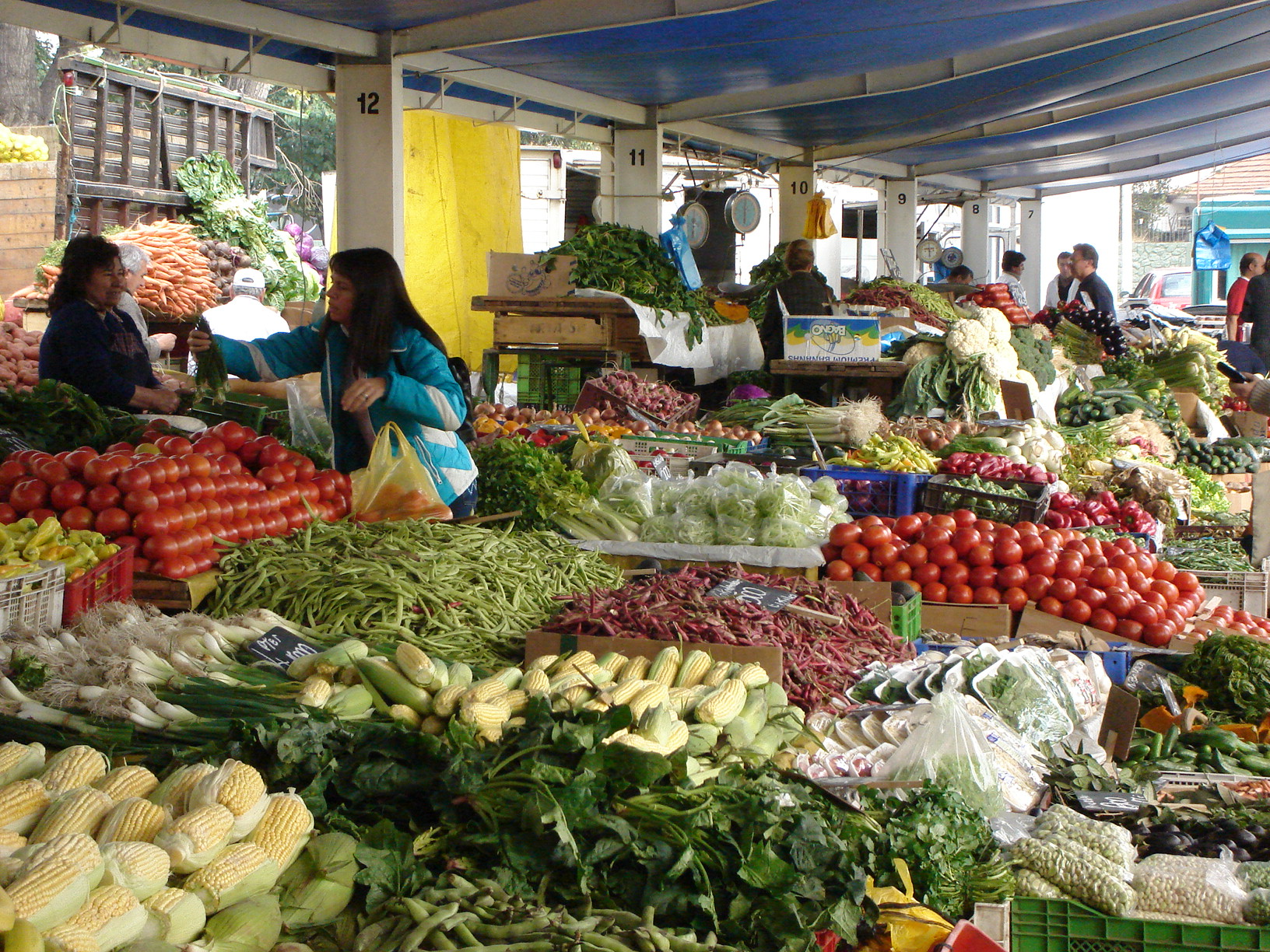
Productos en la feria de Los Dominicos en Santiago

Una feria libre es un mercadillo periódico que funciona en calles de las ciudades chilenas y su existencia data desde la época colonial.
Desde 2001, los feriantes están agrupados en la Confederación Gremial Nacional de Organizaciones de Ferias Libres, Persas y Afines de Chile (ASOF), la cual representaba en 2016 al 70% de las organizaciones de ferias libres de todo Chile, según el catastro de la Servicio de Cooperación Técnica del Ministerio de Economía, Fomento y Turismo (Sercotec)

## Características
Las ferias libres de cada comuna están reguladas por sus respectivas municipalidades, las cuales definen ubicación, orden, día y horario de funcionamiento y limpieza. Los vendedores llevan toldos desarmables para protegerse del sol y a veces de la lluvia. Al final de la feria existen los "coleros", es decir, vendedores irregulares o informales que aprovechan el flujo de público para vender sus productos. Las "colas" han evolucionado en el tiempo al grado que a veces superan en número e importancia a los integrantes oficiales de la feria.[cita requerida]
En las ferias libres se vende desde productos agrícolas perecederos hasta ropa, herramientas, mobiliario, carne y pescados, mascotas, libros usados, etc. También aparecen artistas callejeros, políticos en campaña, predicadores, grupos de escultismo y juveniles ofreciendo rifas, empresas de suscripciones de teléfonos, de televisión por cable, de Internet, etc. Algunas se han transformado en atractivo turístico, principalmente de coleccionistas.[cita requerida]
A pesar de la competencia con supermercados, las ferias han luchado por su existencia llegando a acuerdos con los municipios. Es así como algunas han homogeneizado los colores de sus toldos y se han preocupado de dejar limpio el espacio ocupado.[cita requerida] Según un informe de la Cámara Nacional de Comercio y Chiletabacos, solo las ferias del Gran Santiago venden 173 000 millones de pesos chilenos al año (350 millones de dólares).[cita requerida] Los "coleros" venden productos por 76 000 millones de pesos (150 millones de dólares) al año.
Se ha implementado en el presupuesto nacional de Chile un fondo concursable orientado a la modernización de las ferias libres, asignando 1.000 millones de pesos chilenos destinados a proyectos para modernizar las ferias desde Arica hasta Aysén.

## Impacto cultural

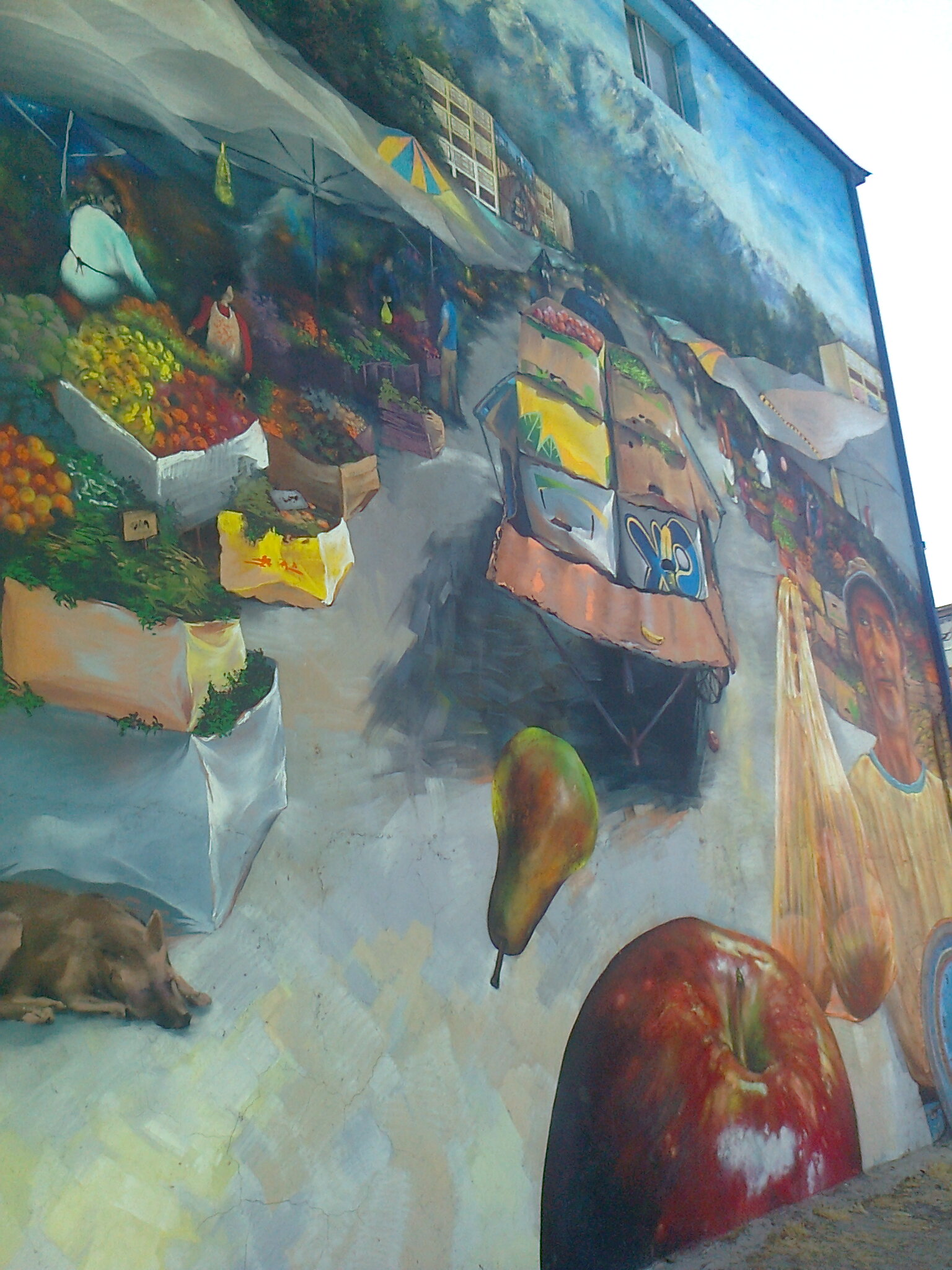
Mural "Nuestra feria" en Museo a Cielo Abierto en San Miguel

En la literatura y en las teleseries chilenas abundan referencias a los feriantes: en la teleserie Corazón de María, emitida en 2007 por Televisión Nacional de Chile, el protagonista vive con sus tíos, quienes son una pareja de prósperos feriantes. Mientras el escritor chileno Pedro Lemebel publicó en 1998 la crónica Un domingo de Feria Libre en De perlas y cicatrices, su tercer libro.
Asimismo, el célebre programa de televisión humorístico chileno Jappening con ja realizó en su primera etapa un sketch titulado «La feria».
Un reconocido mural dedicado a la feria libre chilena titulado Nuestra feria (2011) está presente en el Museo a Cielo Abierto en San Miguel, Santiago, realizado por los artistas Salazart, D K R y Oet.

## Galería de imágenes

Ferias libres en Chile
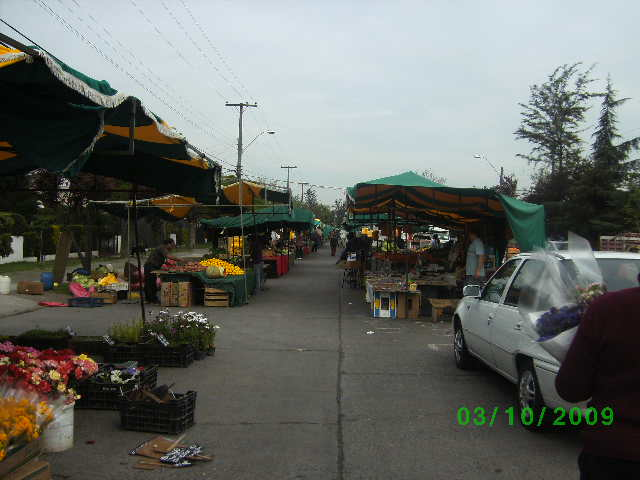
Feria en la comuna de La Florida, Santiago, instalándose durante la madrugada
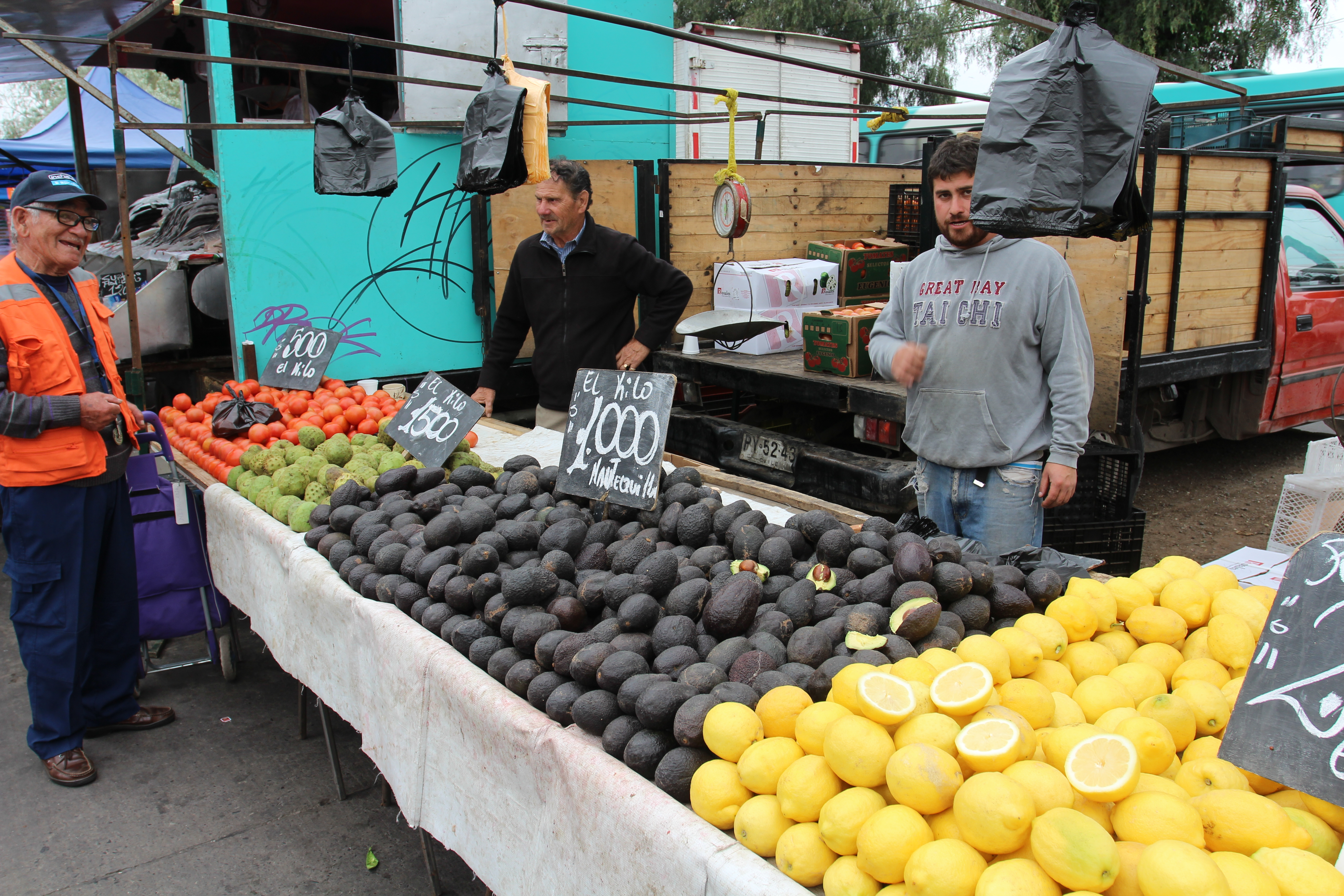
Feria Libre Centenario de Pudahuel sur en Santiago
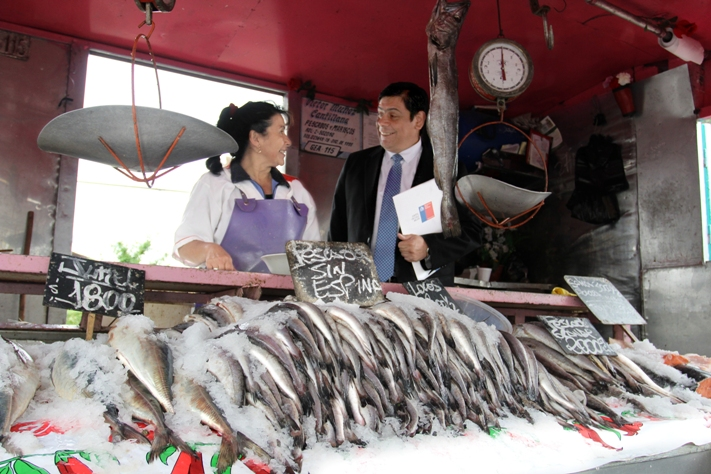
Pescadería de Feria Libre Centenario de Pudahuel sur en Santiago
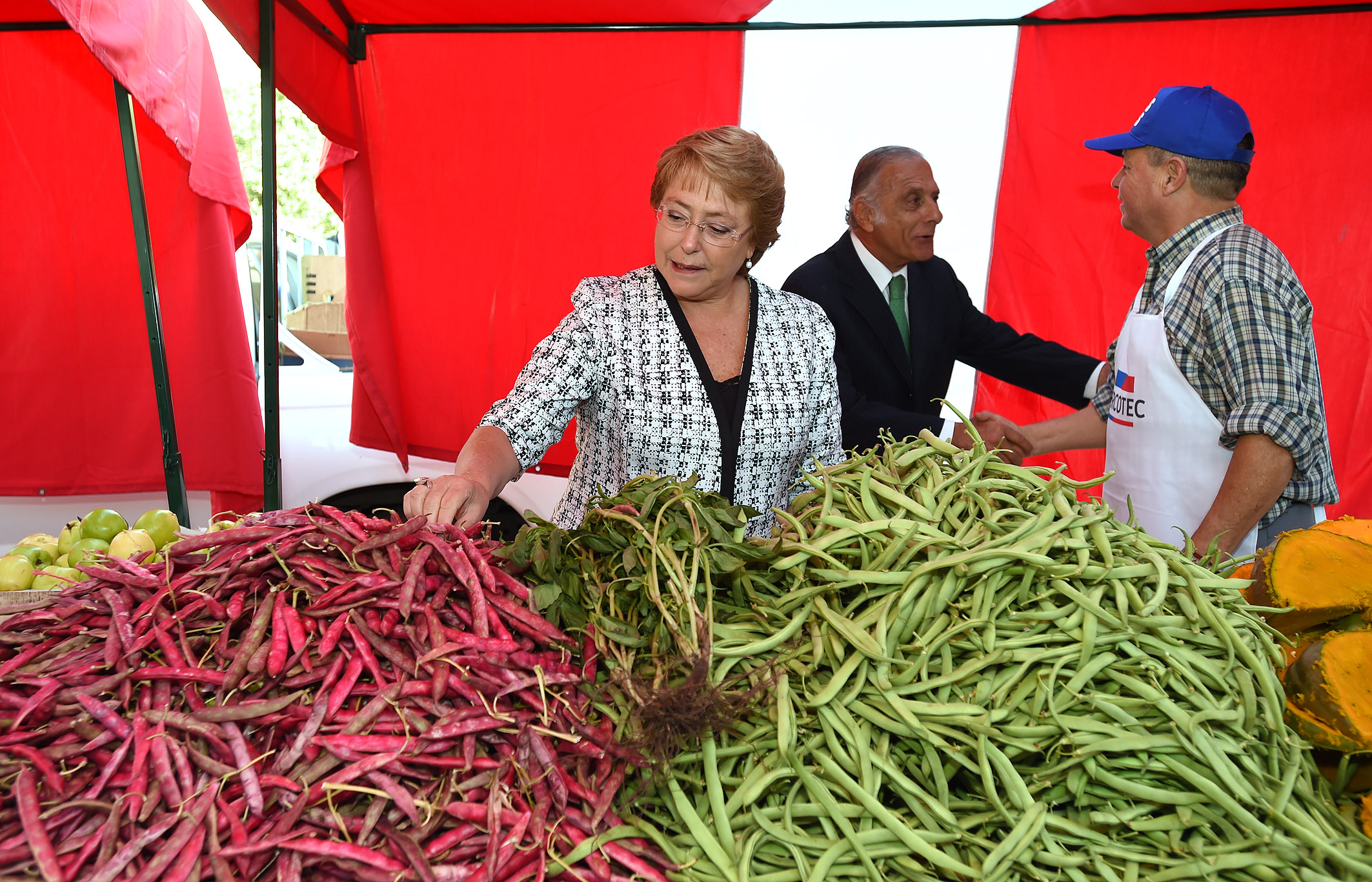
Ex presidenta de Chile Michelle Bachelet en lanzamiento del Fondo de Desarrollo de Ferias Libres en 2015
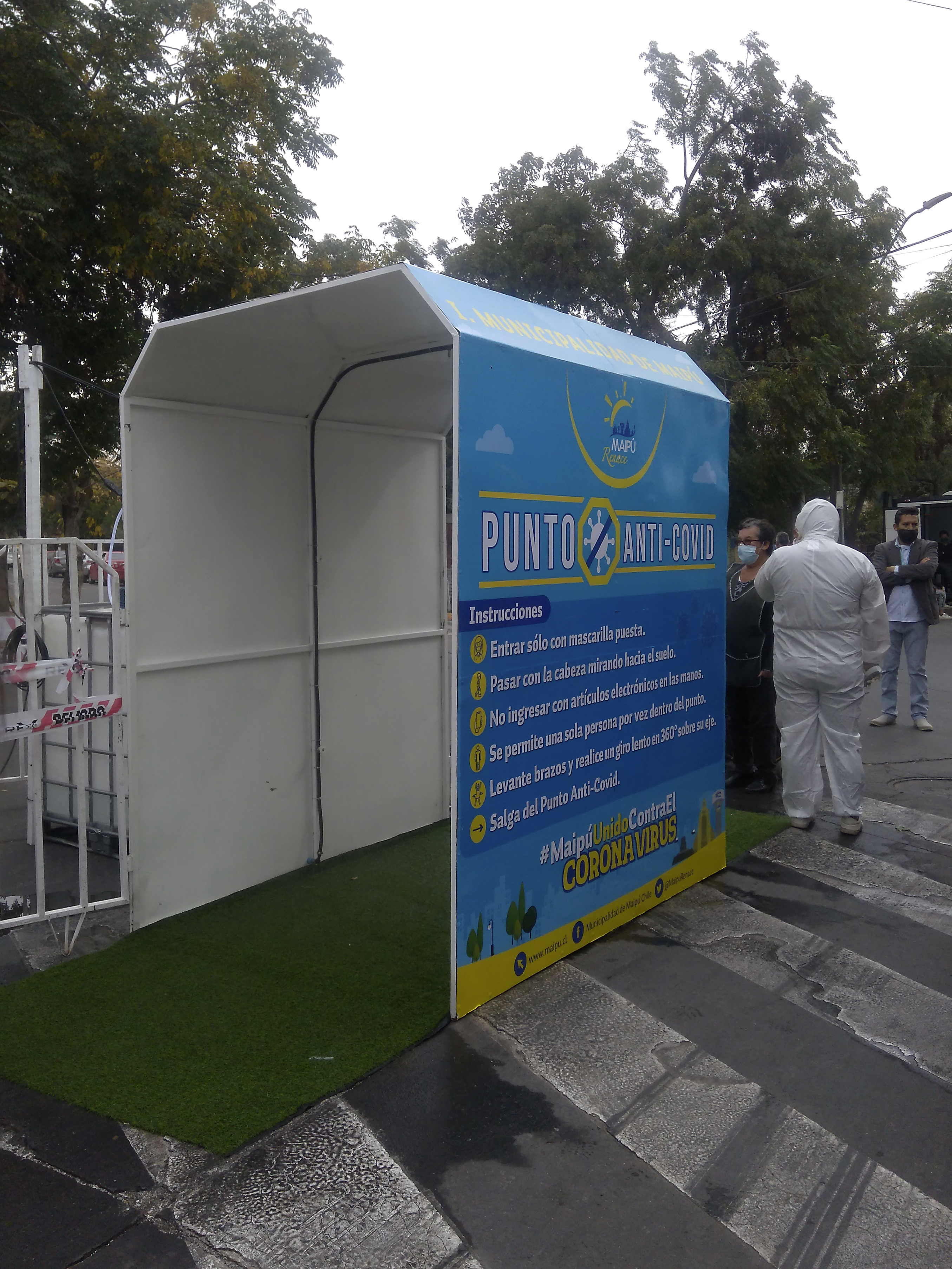
Un túnel sanitizador instalado en una feria libre de Maipú como medida preventiva ante la pandemia de coronavirus de 2020.